# Gabrielle Suchon
Gabrielle Suchon (Semur-en-Auxois, 24 de diciembre de 1632  - Dijon, 5 de marzo de 1703) fue una filósofa moral francesa pionera del siglo XVII que participó en debates sobre la condición social, política y religiosa de la mujer en la era moderna temprana. Se considera que su obra es protofeminista. Sus textos más destacados son el Traité de la morale et de la politique (Tratado de moral y política) y Du célibat volontaire (Sobre la vida célibe libremente elegida).
Se considera que Suchon es la primera filósofa en producir una obra significativa dedicada exclusivamente al tema de la mujer. La escritura de Suchon es única porque se dirige específicamente a las mujeres, a diferencia de la mayoría de la filosofía moral de la época, cuya audiencia principal eran los hombres. Se la considera la única filósofa de su tiempo sin un consejero intelectual ni un marido.
En sus obras, Suchon sostiene que las mujeres merecen los derechos naturales de libertad, aprendizaje y autoridad. Afirma que una mujer puede vivir una vida plena sin estar casada y promueve el poder del celibato voluntario en términos seculares.

## Biografía
Gabrielle Suchon nació en Semur-en-Auxios (Borgoña) el 24 de diciembre de 1632 hija de Claude Mongin y Claude Suchon. La madre de Gabrielle, Claude Mongin, provenía de una familia terrateniente relativamente acomodada. Muchos de los hombres de la familia Mongin se habían desempeñado como juristas en Francia. El padre de Gabrielle provenía de una línea de nobles menores que históricamente habían sido funcionarios públicos. Claude Suchon se desempeñó como fiscal del Rey hasta su muerte en 1645.
Gabrielle Suchon pudo haber tenido un hermano menor, también llamado Claude Suchon.
Suchon fue autodidacta porque a las mujeres se les prohibió estudiar en instituciones públicas durante su vida. Sus escritos dejan en claro que estaba bien versada en las Sagradas Escrituras y el trabajo de filósofos y escritores clásicos y contemporáneos.
Estudió las obras de Sócrates, Platón, Aristóteles, Cicerón, Séneca, Plutarco y otros filósofos antiguos. Utilizó su elogio de las cualidades o figuras femeninas para elaborar su argumento a favor de la igualdad de las mujeres.
Se refiere al trabajo de escolásticos como Santo Tomás y San Juan de la Cruz. También responde a las afirmaciones del notable tratado feminista De la igualdad de los dos sexos (1673) de François Poulain de la Barre.
En su trabajo cita evidencia de varios capítulos de la Biblia en su Traité de la morale et de la politique. Pasó sus primeros años en un convento donde probablemente recibió la educación religiosa de una monja. Las monjas tenían prohibido leer directamente de las Escrituras sin la interpretación de un obispo masculino, lo que implica que Suchon continuó su educación bíblica fuera del convento. Fue autodidacta y se especializó en la Biblia, los clásicos y la filosofía contemporánea después de escapar del convento.

### Convento en Semur
La vida adulta de Suchon se reconstruye principalmente a través de documentos oficiales de la iglesia. Su paradero durante muchos de sus años adultos sigue siendo un misterio. La mayoría de las fuentes dicen que Suchon fue enviada a un convento de dominicas en Semur después de la muerte de su padre en 1645 y residió allí hasta 1666.
Investigaciones históricas recientes han cuestionado cuándo y por qué se envió a Suchon al convento de Semur. Hay quien especula que Suchon fue enviada al convento poco después de la muerte de su padre para aliviar las cargas económicas de su familia y quien considera que pudo haber sido enviada al convento algunos años más tarde después de no poder asegurar un matrimonio deseable.

### Contestación de votos
Los documentos de la Iglesia han revelado que el 15 de octubre de 1666, Suchon fue trasladada legalmente del convento de Semur al monasterio jacobino de Langres . No está claro si Suchon alguna vez se instaló en el convento de Langres. Hay quien especula que Suchon pudo haber usado el disfraz de esta transferencia para escapar por completo y viajar a Roma .  Presentó una petición al Papa para que impugnara sus votos y se restableciera como laica. La petición de Suchon fue leída por la Congregación para el Clero en Roma el 10 de septiembre de 1672 Los documentos muestran que en 1673, Suchon ya no estaba en la lista de monjas en Langres. El deseo de Suchon de denunciar sus votos fue la causa de la relación tensa con su familia durante la mayor parte de su vida.

### Vida como mujer laica
Se sabe muy poco sobre la vida de Suchon fuera del convento. Es muy probable que comenzara su vida como laica en 1673. La evidencia sugiere que pasó alrededor de veinte años en Dijon enseñando y escribiendo antes de publicar su Traité de la morale et de la politique en 1693.
Permaneció soltera toda su vida. Murió el 5 de marzo de 1703 en Dijon, Francia, después de pasar sus últimos años como profesora y escribiendo.

## Obras

### Contexto
Suchon escribió mientras se desarrollaba un debate intelectual llamado querella de las mujeres en Europa (siglos XIV-XVII). Quienes participaron en el movimiento, varones y mujeres, respondieron a los ataques contra las mujeres debatiendo la naturaleza moral y social de la feminidad. Los varones dominaron el movimiento, incluso en un género que se centró en la condición de las mujeres. Debido al contenido de su obra y la época en la que escribió, la mayoría de los historiadores consideran que Suchon contribuyó a este movimiento intelectual popular.
La estructura establecida de argumentos pertenecientes al movimiento querelle des femmes consistió en dos enfoques: enumerar a las mujeres a lo largo de la historia cuyas acciones ejemplificaron su valía y analizar las razones sociales y económicas por las que se consideraba que las mujeres eran desiguales. El Traité de la morale et de la politique de Suchon difiere y amplía el modelo presentado por destacados escritores en la querelle des femmes . Suchon es la única mujer participante en la querelle des femmes que escribe un tratado, una forma de escritura completa y autorizada. En su tratado, establece que su estilo y enfoque es original y enfatiza su individualidad como escritora. Su escritura sugiere que ella creía que sus métodos eran superiores a los estilos argumentativos estándar de la querelle des femmes.
Suchon es la primera persona que se dedica a la filosofía que condena completamente el matrimonio y discute el celibato femenino en un sentido secular. Además, es una de las primeras personas filósofas en afirmar que su audiencia son mujeres, no hombres. Esto es significativo porque a las mujeres se les restringió la lectura y la participación en el trabajo intelectual y, esencialmente, todos los académicos establecidos fueron hombres durante su vida. Su perspectiva habría sido considerada radical tanto por los intelectuales como por la persona común, hombre o mujer.

### Traité de la morale et de la politique(Tratado de moral y política)
Publicó originalmente Traité de la morale et de la politique bajo el seudónimo 'GS Aristophile' en 1693. El seudónimo 'Aristófilo' consiste en las raíces griegas aristo- que significa "excelencia", y -phile, que significa "amante". El seudónimo de Suchon es un juego de palabras que significa "amante de la excelencia". Aunque Suchon usa un seudónimo, no tiene miedo de revelar que es una mujer en el Prefacio del Traité de la morale et de la politique.
El Traité de la morale et de la politique contiene un análisis de la opresión femenina y sugiere una solución a esta antigua y omnipresente aflicción . Suchon tiene como objetivo motivar a las mujeres a deshacerse de los grilletes de la dependencia y la ignorancia. El tratado de Suchon se divide en tres secciones: libertad, aprendizaje y autoridad. Comienza su tratado afirmando que muchas mujeres creen que su condición inferior es natural para su sexo. Suchon condena esta idea y afirma que las mujeres tienen una capacidad de aprendizaje y autogobierno igual a la de los hombres. Sostiene que el confinamiento de las mujeres a la esfera privada es un mecanismo de opresión. Ella insta a las mujeres a resistir las expectativas sociales y a adquirir educación como una forma de revertir su injusto sometimiento a los hombres.
Afirma que la religión y las escrituras se están utilizando como una herramienta para reforzar la subyugación de las mujeres y la supremacía masculina. Su idea de la autonomía femenina desafía directamente la autoridad de los esposos y los padres de la iglesia.
Utiliza textos clásicos y religiosos para elaborar su argumento a favor del empoderamiento femenino. Su uso de textos religiosos es un tema de debate para los historiadores modernos. Los pensadores posteriores a la Ilustración clasificarían la obra de Suchon como carente de mérito filosófico porque no excluye los textos religiosos.

#### Libertad
En su sección sobre libertad, Suchon describe la naturaleza complicada y extensa de la privación de libertad de las mujeres a lo largo de la historia.
Da ejemplos de mujeres admirables en la literatura y a lo largo de la historia para demostrar que las mujeres tienen la capacidad de ser independientes e iguales a los hombres. Afirma que tanto la libertad física como la libertad para descubrir el conocimiento son derechos naturales.
Afirma que los hombres oprimen y degradan a las mujeres, y las mujeres se ven obligadas a respetar a sus opresores. Ella sostiene que Dios creó a los seres racionales para que fueran libres y afirma que cuando a las mujeres se les da el derecho a la verdadera libertad, pueden negar la idea ancestral de que las mujeres son inherentemente inferiores a los hombres.

#### Aprendizaje
Suchon describe a las mujeres como esencialmente iguales a los hombres en intelecto. Sostiene que "la privación de conocimiento por parte de las mujeres no se origina en la ley divina o natural" y atribuye la opresión femenina a construcciones sociales creadas por el hombre. Sostiene que "la ignorancia es una forma de esclavitud", y aboga por la educación como la herramienta con la que las mujeres pueden combatir su sometimiento a los hombres.
Desde un punto de vista religioso,  sostiene que un buen cristiano se esfuerza por mejorarse a sí mismo. Las mujeres se ven privadas de las herramientas necesarias para superarse espiritual y socialmente, específicamente a través de la educación. Suchon afirma que al negar a las mujeres el derecho al conocimiento, se les niega la capacidad de actuar en la esfera pública.

#### Autoridad
En la tercera sección, Suchon analiza las relaciones de poder entre hombres y mujeres. Afirma que cuando a las mujeres se les niega la autoridad, se les impide actuar sobre la tendencia innata de hacer lo correcto. Considera que Dios dio poder sobre la naturaleza tanto a hombres como a mujeres y, por lo tanto, la supuesta superioridad de los hombres sobre las mujeres es una distorsión de la voluntad de Dios.
Enfatiza el efecto negativo en la sociedad y el mundo en general por la opresión femenina. Sostiene que al excluir a las mujeres del debate intelectual, la sociedad en su conjunto se ve privada de grandes pensadores.
El tratado de Suchon termina planteando la cuestión de si las mujeres pueden realmente ejercer sus derechos dentro de una sociedad creada por y para los hombres.

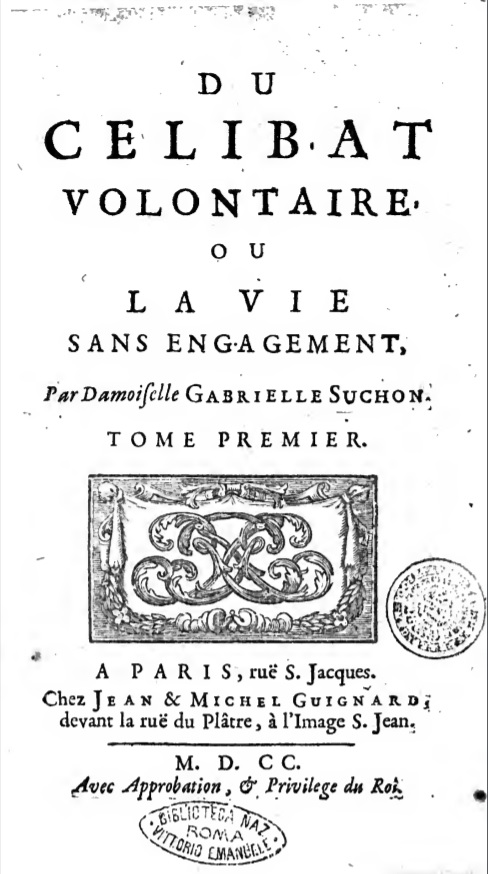
Du Celibat Volontaire, Gabrielle Suchon (1700)

### Du célibat volontaire(Sobre la vida célibe libremente elegida)
En Du célibat volontaire, Suchon presenta otra posible solución para que las mujeres escapen del sometimiento. Concibe la libertad femenina como autonomía para existir activamente o para vivir una vida educada e informada. Afirma que una vida libre de restricciones sociales en la que uno es libre de perseguir el intelectualismo es preferible tanto al matrimonio como a los votos religiosos.
Suchon habla del celibato a través de la lente de la neutralidad . Acuña el término "neutralista" y describe a las mujeres que viven la vida célibe como tales. La persona "Neutralista" se dedica a Dios, ayuda a los demás y se cultiva a sí misma.
Detalla los doce beneficios del celibato femenino. Un beneficio notable de renunciar al matrimonio es la capacidad de cuidar a los pobres en lugar de tener hijos. Señala que una vida célibe es accesible para las mujeres más ricas, las viudas y las mujeres pobres que trabajan para mantenerse. Sugiere la amistad como un remedio para la melancolía que conlleva la falta de vínculos y compromisos familiares.
Ve el celibato no como una virtud religiosa, sino como un camino práctico para obtener la autonomía individual y la libertad de las mujeres. No descarta el hecho de que algunas mujeres puedan tener el deseo y la inclinación de tomar los votos religiosos y anima a las que lo hacen a seguir el camino religioso. Sin embargo, condena enérgicamente a los padres que imponen la vida religiosa a sus jóvenes e ingenuas hijas por motivos egoístas.
Rechaza la idea ampliamente aceptada de que las mujeres debían estar enclaustradas (segregadas de los hombres) para alejar las tentaciones de la carne. De hecho, ella da fe de que las monjas son tan susceptibles a los pecados de la carne como las mujeres seculares. Sostiene que, si bien era ampliamente aceptado que las monjas tenían autoridad religiosa, los clérigos católicos reservaban el verdadero conocimiento divino para los miembros de su propio sexo.

## Reconocimiento
El trabajo de Suchon recibió cierta atención en Francia cuando publicó por primera vez sus escritos. Tanto Traité de la morale et de la politique de Suchon (1693) como Du Célibat volontaire (1700) fueron reseñados en Le Journal des Savants, una de las revistas intelectuales más importantes de Francia, el año de su publicación. Du Célibat volontaire también apareció en otra revista francesa notable, Nouvelles de la République des Lettres después de su lanzamiento. El reconocimiento de estas importantes revistas francesas muestra que algunos intelectuales vieron la calidad del trabajo de Suchon y tomaron en serio su perspectiva.

## Legado
La obra de Suchon permaneció relativamente desconocida hasta el segundo resurgimiento del Movimiento Feminista en la década de 1980. Los historiadores argumentan que el trabajo de Suchon no ganó una popularidad significativa porque los intelectuales masculinos desacreditaron la escritura "feminizada" a lo largo de la era moderna temprana. En la década de 1980, la vida y la obra de Suchon fueron estudiadas por primera vez por historiadoras feministas y filósofas morales. No fue hasta finales del siglo XX que Suchon se estableció como una influyente filósofa moral y escritora feminista en la comunidad académica.
El trabajo de Suchon sirve como un valioso documento histórico. Hasta el siglo XVII, a las mujeres europeas se les ofrecían dos caminos de vida: encontrar marido o convertirse en monja. El matrimonio asfixiaba enormemente la libertad de la mujer y, a veces, el convento era el único lugar en el que las mujeres podían independizarse de los confines de la discriminación de género. Los escritos de Suchon arrojan luz sobre la dificultad que enfrentan las mujeres para obtener una educación, las realidades del matrimonio y la vida en los conventos en la era moderna temprana. El significado de la perspectiva de Suchon solo se ilustra adecuadamente cuando se hace en el contexto de las normas culturales de la era moderna temprana.
Se considera que Suchon es la escritora más prominente a favor de la mujer durante el reinado de Luis XIV, una época en la que tanto los esfuerzos intelectuales como la libertad económica de las mujeres se vieron fuertemente reprimidos en Francia. Marie de Gournay, una destacada escritora a favor de la mujer, es la contemporánea más parecida de Suchon.
Con motivo del 300 aniversario de su muerte en 2003, una calle recibió el nombre de Gabrielle Suchon en su ciudad natal de Semur-en-Auxois .

### Distribución de obras
Se encontró una copia de Du célibat volontaire en el claustro de Billettes hasta la Revolución Francesa, lo que sugiere que la obra de Suchon se leyó en al menos un convento . Los historiadores han encontrado copias físicas del Traité de la morale et de la politique de Suchon en París, Grenoble, Dijon, Besançon y Aix-en-Provence . Du Célibat volontaire se ha descubierto en Besançon, París, así como en la Bayerische Staatsbibliothek (Biblioteca Estatal de Baviera), Gotinga, Florencia y Roma . La mayor difusión del segundo trabajo de Suchon podría deberse a que los lectores franceses viajan al extranjero o que los impresores llevan el texto a ferias comerciales.

### Posición en la historia feminista
Suchon escribió en una época en la que "feminista" no era un término ni un género de escritura y estudio. Suchon se describe mejor como una protofeminista porque sus escritos reflejan en gran medida la dirección del futuro movimiento feminista. En los últimos años, en la academia se ha calificado a Suchon como precursora de una de las feministas más notables, Simone de Beauvoir .
Suchon esencialmente propone un nuevo estatus social y legal para la mujer. Sus obras sirven como llamamiento para que las mujeres rompan con las expectativas de género y abrazen una nueva libertad. En términos modernos, Suchon podría considerarse una de las primeras mujeres activistas. Por otro lado es una de las primeras personas que se dedican a la filosofía en discutir específicamente el tema de los derechos humanos .

## Citas
- "Para descubrir la fuente, el origen y las causas de la ignorancia, la coacción y la dependencia en la que pasan la vida las personas del sexo, demuestro con argumentos pertinentes y contundentes que la conducta que se les impone se basa en la costumbre y no en una incapacidad natural estudiar, gobernar o actuar libremente, y así no se pueda cuestionar su capacidad para realizar grandes y bellas hazañas ". (Gabrielle Suchon, Traité de la morale et de la politique, Prefacio al Tratado)[8]
- “La privación es un campo tan fértil y abundante en miserias que sus productos son infinitos. Hablar de toda la fruta amarga que obliga a probar a las personas del sexo sería una tarea interminable ". (Gabrielle Suchon, Traité de la morale et de la politique, Prefacio al Tratado)[9]
- "Dado que la libertad es un asunto extremadamente delicado, el conocimiento es elevado y sublime, y la autoridad es ilustre y sorprendente, y dado que a las personas del sexo se les niegan estas tres prerrogativas en la mayor medida posible, debo defender mi caso con poderosos apoyos". (Gabrielle Suchon, Traité de la morale et de la politique, Prefacio al Tratado)[10]
- "El valor o la belleza del lenguaje parece asemejarse al valor de la ropa y la moda, que cambian continuamente". (Gabrielle Suchon, Traité de la morale et de la politique, Prefacio al Tratado)[11]
- "Pero como este libro es nuevo por su título y sin precedentes por su contenido y tema, busqué hacer que el trabajo fuera incontestable con un razonamiento poderoso en lugar de un discurso pulido, que cautiva la mente de inmediato pero no la nutre completamente, lo que la deslumbra momentáneamente antes de dejarlo vacío para siempre ". (Gabrielle Suchon, Traité de la morale et de la politique, Prefacio al Tratado)[12]
- "Mi única intención en todo este tratado ha sido inspirar generosidad y magnanimidad en las personas del sexo para que puedan protegerse contra la constreñimiento servil, la ignorancia estúpida y la dependencia vil y degradante". (Gabrielle Suchon, Traité de la morale et de la politique, Prefacio al Tratado)[13]
- "La desigualdad entre las personas es muy grande: algunos no están destinados a reparar las ruinas de la raza humana, mientras que otros no son lo suficientemente fuertes para llevar una vida de pentineo y oración". (Gabrielle Suchon, Du célibat volontaire, Prólogo)[14]
- "Si las personas enclaustradas aprecian los libros que hablan de la vida religiosa, es igualmente apropiado que este tratado sobre el celibato voluntario pertenezca específicamente a los neutralistas. Es a esas almas generosas -que se dedican de lleno a servir a Dios, ayudar al prójimo y mejorarse cada vez más- a las que les presentó esta obra ”. (Gabrielle Suchon, Du célibat volontaire, Prólogo)[14]
- "[Aquellos que abrazan el celibato] están contentos con el poder de elección que tienen sin siquiera ejercerlo; estiman todas las demás condiciones pero, no obstante, prefieren las suyas propias, que saben que les conviene de forma única y totalmente necesaria". (Gabrielle Suchon, Du célibat volontaire, Prólogo)[15]
- "Y como las mujeres, por los lazos del matrimonio, están sujetas a sus maridos, apegadas a sus hijos, y preocupadas por sus sirvientes y la búsqueda de posesiones temporales -pinos espinosos en verdad que causan fatigas y dificultades inconcebibles- describiré la felicidad de personas libres, exentas de tales problemas ". (Gabrielle Suchon, Du célibat volontaire, Prólogo)[16]

## Otras lecturas

### Traducción de fuente primaria
- A Woman Who Defends All the Persons of Her Sex: Selected Philosophical and Moral Writings, Gabrielle Suchon, translated by Domna C. Stanton and Rebecca M. Wilkin, University of Chicago Press (2010) ISBN 0-226-77921-1 (includes English translations of Traité de la morale et de la politique and Du célibat volontaire)

### Artículos secundarios
- 'Gabrielle Suchon: De l’éducation des femmes’ in Seventeenth Century French Studies' (Desnain, 2004)
- 'Gabrielle Suchon: Militant Philosophy in Seventeenth-Century France' (Desnain, 2012)
- 'Gabrielle Suchon’s Neutralistes, in Relations and Relationships' (Desnain, 2006)
- 'Gabrielle Suchon: une Ecrivaine engagée pour une vie sans engagement' (A Writer Committed To a Life Without Commitment), Sonia Bertolini (1997)

### En español
- Suchon Gabrielle, (2020) [1693] Tratado sobre la debilidad, la ligereza y la inconstancia que sin fundamento se atribuye a las mujeres. Edición de María Luisa Guerrero. Guillermo Escolar Editor, Colección Hitos, 136 pp., ISBN 978-84-18093-17-3.